# 松谷彊
松谷 彊（まつや つとむ、1908年10月26日 - 1987年）は、日本の美術評論家である。
京都府宮津市出身。東京帝国大学卒業。南画鑑賞会に勤務しながら美術評論をはじめる。戦後はソビエト美術に関して造詣を深め、『ソヴェト美術論』（1957年）などの著書がある。1964年、東京造形大学の教授に就任、1979年までその任にあった。日本美術会の会員でもあった。
永井潔は、松谷の著書『現代美術論』（新日本出版社、1986年）の帯で、「美術にとり憑かれたかのような労を惜しまぬ鑑賞と探求」と、松谷の仕事を評価している。